# Škoda 27T
Škoda 27T, respektive CSR Y03, je obousměrná tramvaj vyráběná v Číně společností CRRC Qingdao Sifang, na základě licence poskytnuté českou firmou Škoda Transportation.

## Konstrukce
Typ 27T koncepčně vychází z modelu Škoda 15T. Jedná se o tříčlánkové vozidlo se čtyřmi hnacími podvozky s nezávislými koly, vyráběné v obousměrném provedení. Vůz je alternativně možné vybavit bateriovými, případně vodíkovými palivovými články (první tramvaj s vodíkovým pohonem na světě). Design tramvaje je dílem výrobce CRRC Qingdao Sifang.

## Dodávky tramvají
V roce 2013 uzavřela česká Škoda Transportation s čínskou společností CSR Qingdao Sifang (v roce 2017 přejmenována na CRRC Qingdao Sifang) smlouvu, na základě níž byla do Číny poskytnuta licence a potřebné technologie na tamní výrobu až 400 tramvají typu 15T a odvozených modifikací, trvající do roku 2023. O rok později byl v Čching-tau vyroben čínský prototyp modelu 15T, a to v pražském provedení a s využitím části dílů z České republiky. Další vozidla již byla uzpůsobena čínskému trhu (obousměrnost, klimatizace salonu cestujících, větší šířka a délka), získala nový design a také nové označení – ze strany Škody jde o typ 27T, čínský výrobce je označuje jako CSR Y03. První dva vozy 27T jsou vybaveny českými podvozky z modelu 15T, další již mají nově vyvinuté podvozky. Z Česka jsou do Číny nadále dodávány některé další komponenty a nadřazené řízení.
První dva prototypové vozy 27T byly vyrobeny v roce 2015. Společně s dalšími pěti zahájily v roce 2016 provoz zcela nové tramvajové sítě (Qingdao Tram) v čínském městě Čching-tao, která je tvořena jednou, 8,8 kilometru dlouhou tratí s 12 zastávkami. V dalších letech byly vyrobeny vozy i pro další čínské sítě. V roce 2019 zahájilo osm tramvají 27T provoz nového systému města Fo-šan, respektive trati Foshan Gaoming Tram vedoucí Kao-mingem. Dalších 16 vozidel bylo dodáno v roce 2021 pro zahájení provozu na další fo-šanské trati Nanhai New Transit, tentokrát v části Nan-chaj.
Dvoučlánková vozidla vycházející z typu 27T byla objednána pro zahájení provozu nového tramvajového systému ve vysokohorském městě Te-ling-cha, které se nachází v nadmořské výšce kolem 3000 m v provincii Čching-chaj. Z toho důvodu měly být tramvaje speciálně upraveny (například odolnost vůči nízkým teplotám a UV záření).

### Celkový přehled
V letech 2015–2021 bylo vyrobeno celkem asi 50 vozů.
| Současný stát | Město      | Článek | Roky dodávek | Počet vozů | Evidenční čísla při dodání | Poznámky                     | Zdroj        |
| ------------- | ---------- | ------ | ------------ | ---------- | -------------------------- | ---------------------------- | ------------ |
| Čína          | Čching-tao | článek | 2015         | 2          | QT001, QT002               | prototypy                    | [ 5 ] [ 11 ] |
| Čína          | Čching-tao | článek | 2016         | 5          | QT003–QT007                |                              | [ 5 ] [ 11 ] |
| Čína          | Fo-šan     | článek | 2019         | 8          |                            | pro trať Foshan Gaoming Tram | [ 6 ]        |
| Čína          | Fo-šan     | článek | 2021         | 16         |                            | pro trať Nanhai New Transit  | [ 8 ]        |

## Galerie

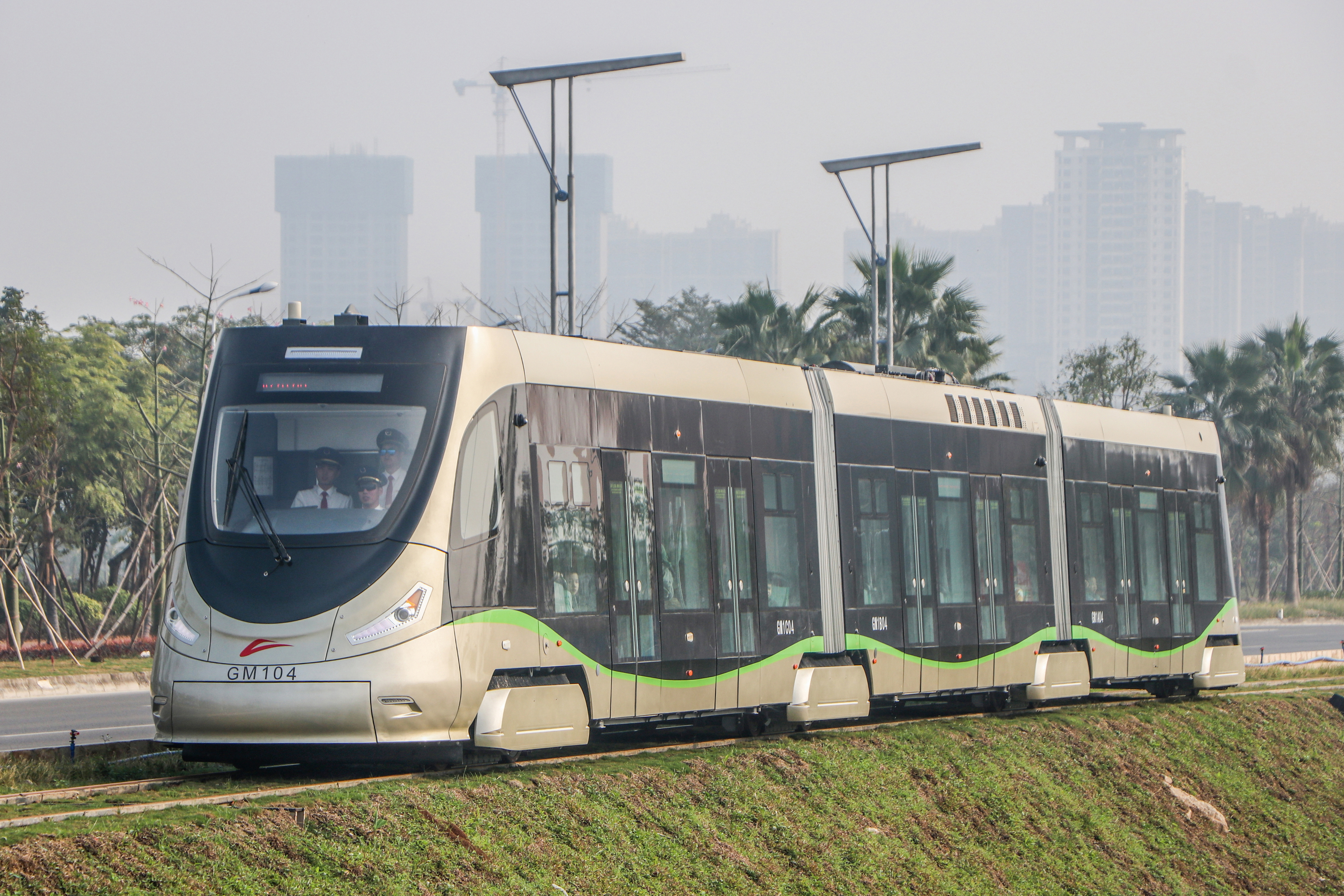
Tramvaj 27T na trati Foshan Gaoming Tram
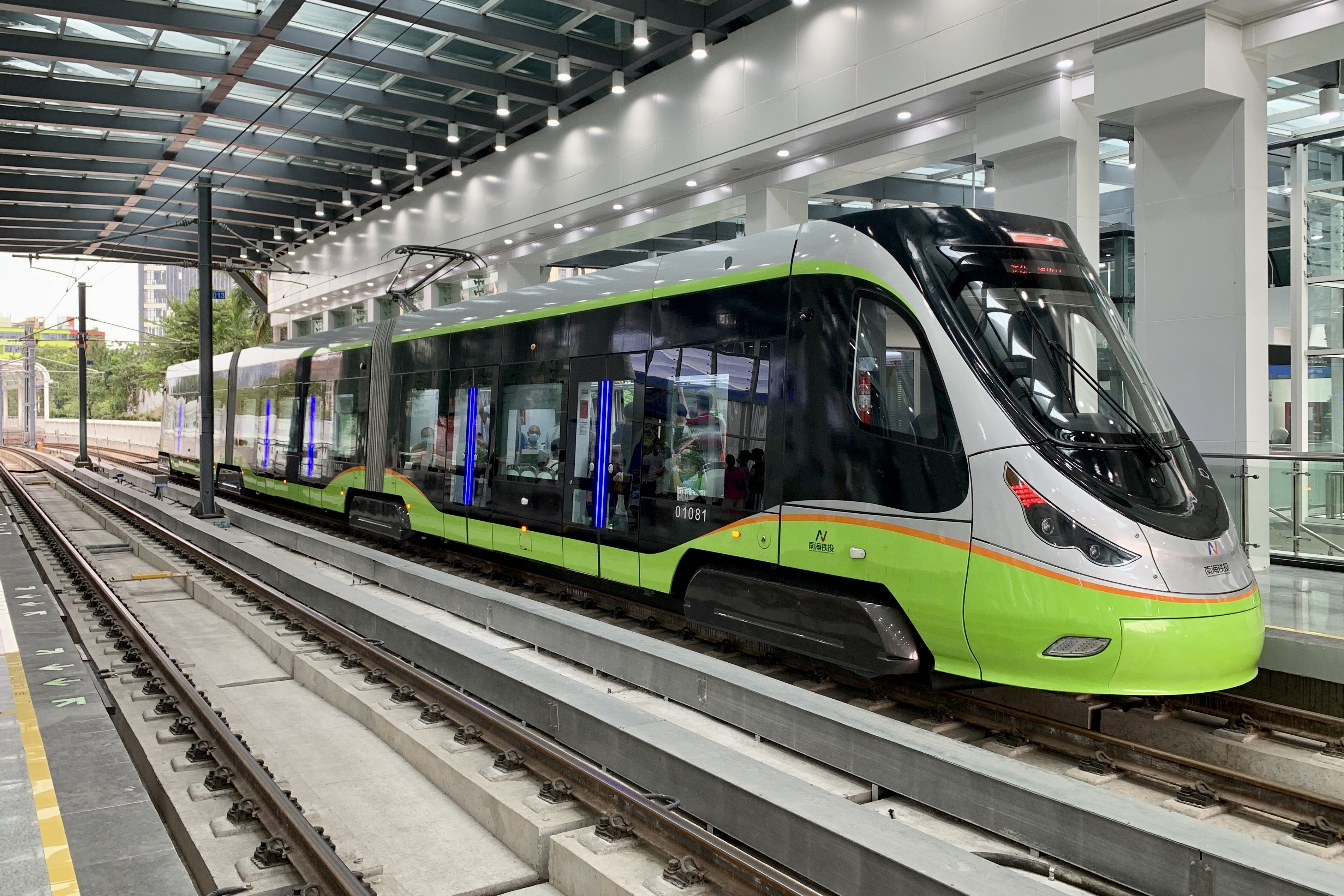
Tramvaj 27T ve stanici na trati Nanhai New Transit